# Dorfkirche Mielesdorf

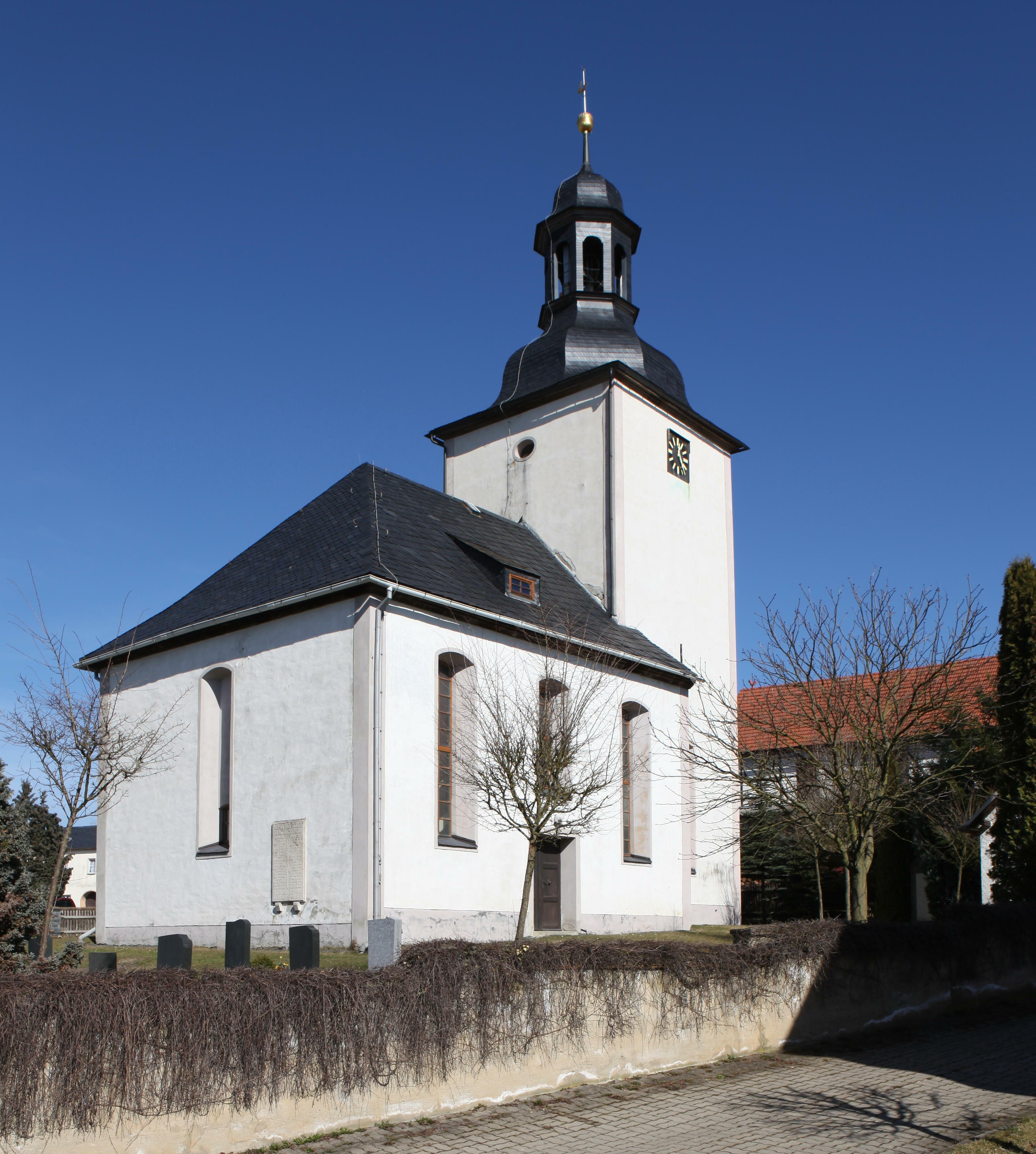
Dorfkirche Mielesdorf

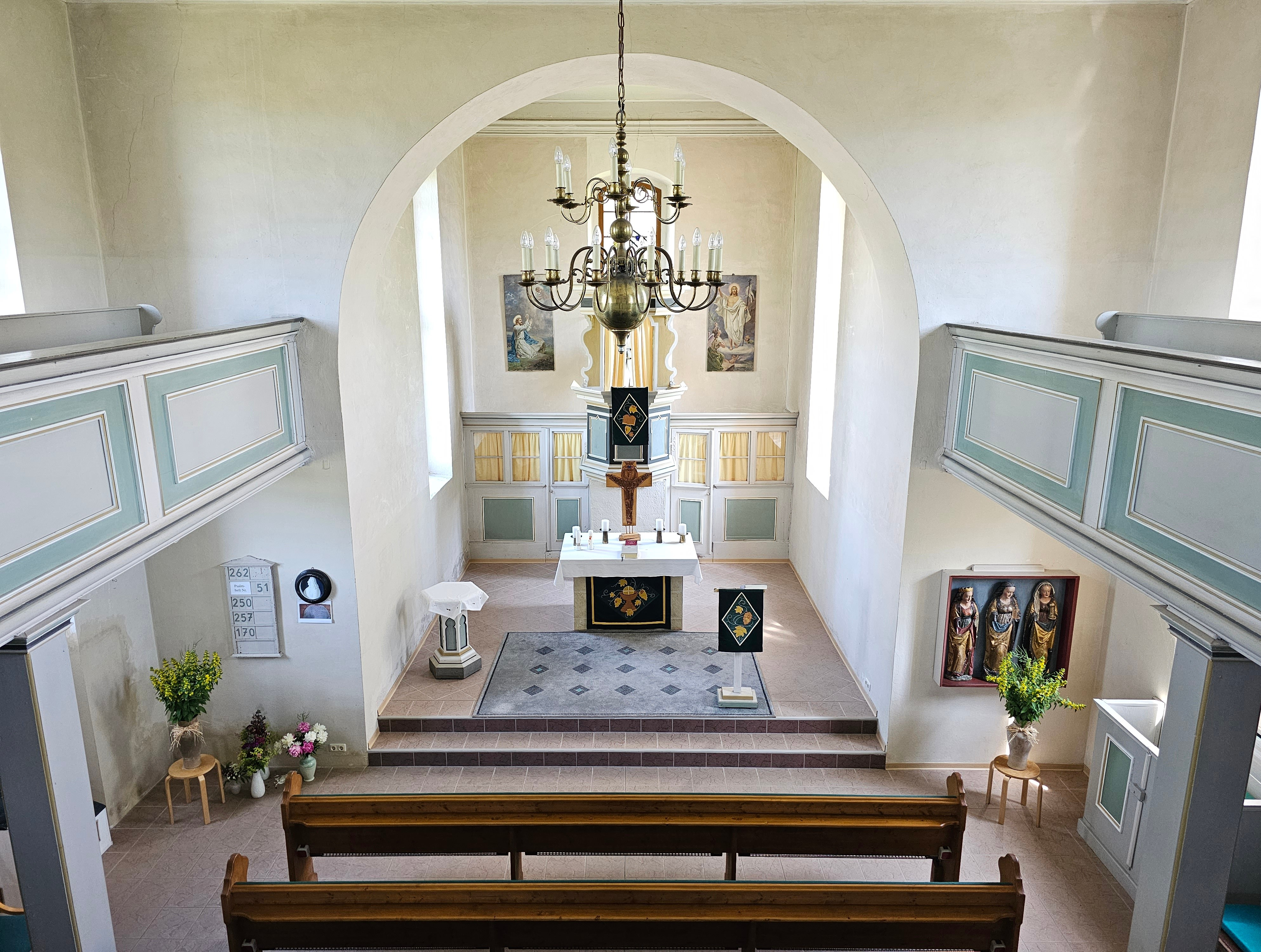
Innenraum (2023)

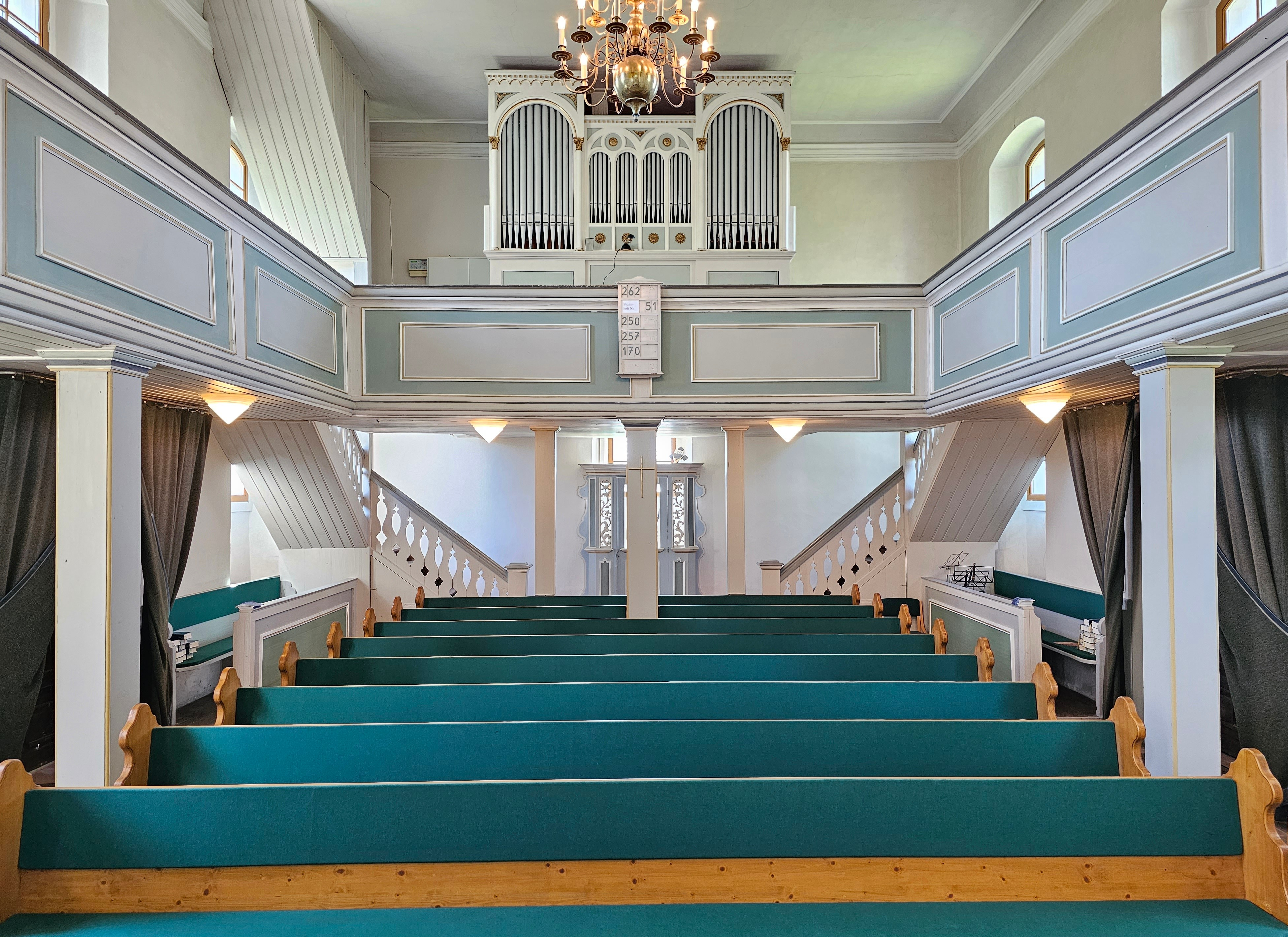
Blick zur Orgel

Die evangelische Dorfkirche Mielesdorf steht im Ortsteil Mielesdorf der Stadt Tanna im Saale-Orla-Kreis in Thüringen.

## Geschichte
Nachdem ein Brand den Vorgängerbau zerstört hatte, erfolgte 1719 die Errichtung der heutigen Kirche, deren Kosten Heinrich IX. (Schleiz) übernommen  hatte.
Aus der alten Kirche stammen der Mittelschrein eines gotischen Flügelaltars mit Maria, Katharina und Barbara, der rechts des Triumphbogens angebracht ist. Die Kanzel steht über dem Altar.
Auf dem Schalldeckel befindet sich eine Arbeit von Elly-Viola Nahmmacher - Himmlisches Jerusalem, Dornenkranz und Strahlenkranz miteinander vereint. Der Tod ist verschlungen in den Sieg, sagte Paulus.
Die Orgel wurde 1919 von Ernst Poppe & Sohn erbaut. Sie besitzt 10 Register auf zwei Manualen und Pedal.
In jüngster Vergangenheit wurden Dach, Fenster, Fassade, Fußboden, Gestühl sowie die Beschallungsanlage durch Fördermittel, Spenden und Eigenleistung instand gesetzt.
Die Glocken hängen frei in der Laterne und sind von unten sichtbar. Die größte stammt aus dem Jahr 1856.